# Saint-Julien-du-Terroux
Saint-Julien-du-Terroux là một xã của tỉnh Mayenne, thuộc vùng Pays de la Loire, tây bắc nước Pháp.